# Karangreja (Cimanggu, Cilacap)
Karangreja is een bestuurslaag in het regentschap Cilacap van de provincie Midden-Java, Indonesië. Karangreja telt 6330 inwoners (volkstelling 2010).